# FV 214 Conqueror
El FV 214 Conqueror, también conocido como "Tanque, Pesado No. 1, Cañón 120 mm, Conqueror", era un tanque pesado británico de la posguerra. Fue desarrollado en respuesta a los tanques pesados soviéticos IS-3; su cañón de 120 mm era más grande que el QF de 20 libras (83,4 mm) empleado por su par, el Centurion. El papel del Conqueror era ofrecer apoyo antitanque de largo alcance para los Centurion. Fueron suministrados nueve tanques Conqueror a cada regimiento destacado en Alemania Occidental, usualmente empleados en unidades de tres tanques.

## Diseño y desarrollo
Su chasis era el del Tanque de Apoyo a la Infantería A 45, cuyo proyecto empezó en 1944 poco después del A 41 Centurion. Después de la guerra, el proyecto fue modificado para el diseño del "Tanque Universal" de la serie FV 200. La serie 200 tendría que haber usado un casco común para varios papeles (artillería autopropulsada, transporte blindado de personal, tres variantes de tanques, etc.). Un modelo de tanque fue el FV 201 de 55 t, armado con un cañón de 83,4 mm.
En 1949 se decidió incrementar el calibre de su cañón principal a 120 mm. Como esto retrasó el proyecto, en 1952 se combinó un casco de FV 201 con una torreta de Centurion Mk 2 armada con un QF de 17 libras, dando origen al FV 221 Caernarvon Mark I. Se construyeron 21 unidades armadas con el QF de 20 libras Mk III como el Caernarvon Mk II. El FV 221 pudo haber sido inicialmente destinado como el "Tanque Principal de Batalla" de la serie FV 201, pero con el éxito del A 41 Centurion ya no era necesario este vehículo. En cualquier caso, el Caernarvon solamente fue empleado para el desarrollo de cascos sirviendo en pruebas de campo. En 1955, se produjo el primer tanque Conqueror. Se produjeron 20 Conqueror Mark I y 165 Conqueror Mark II, incluyendo las conversiones de los Caernarvon Mk II. La producción continuó hasta 1959. Perdió gran parte de su importancia táctica cuando el Centurion fue actualizado con el cañón Royal Ordnance L7 de 105 mm.
El nuevo cañón de gran calibre era de diseño estadounidense, el mismo que empleaba el tanque pesado M103; con carga propulsora y proyectil separados, como en el caso del Chieftain que le siguió. La carga propulsora no estaba ensacada, sino dentro de una vaina de latón, lo cual ofrecía algunas ventajas en lo que a seguridad respecta, aunque limitaba la cantidad de proyectiles a 35.

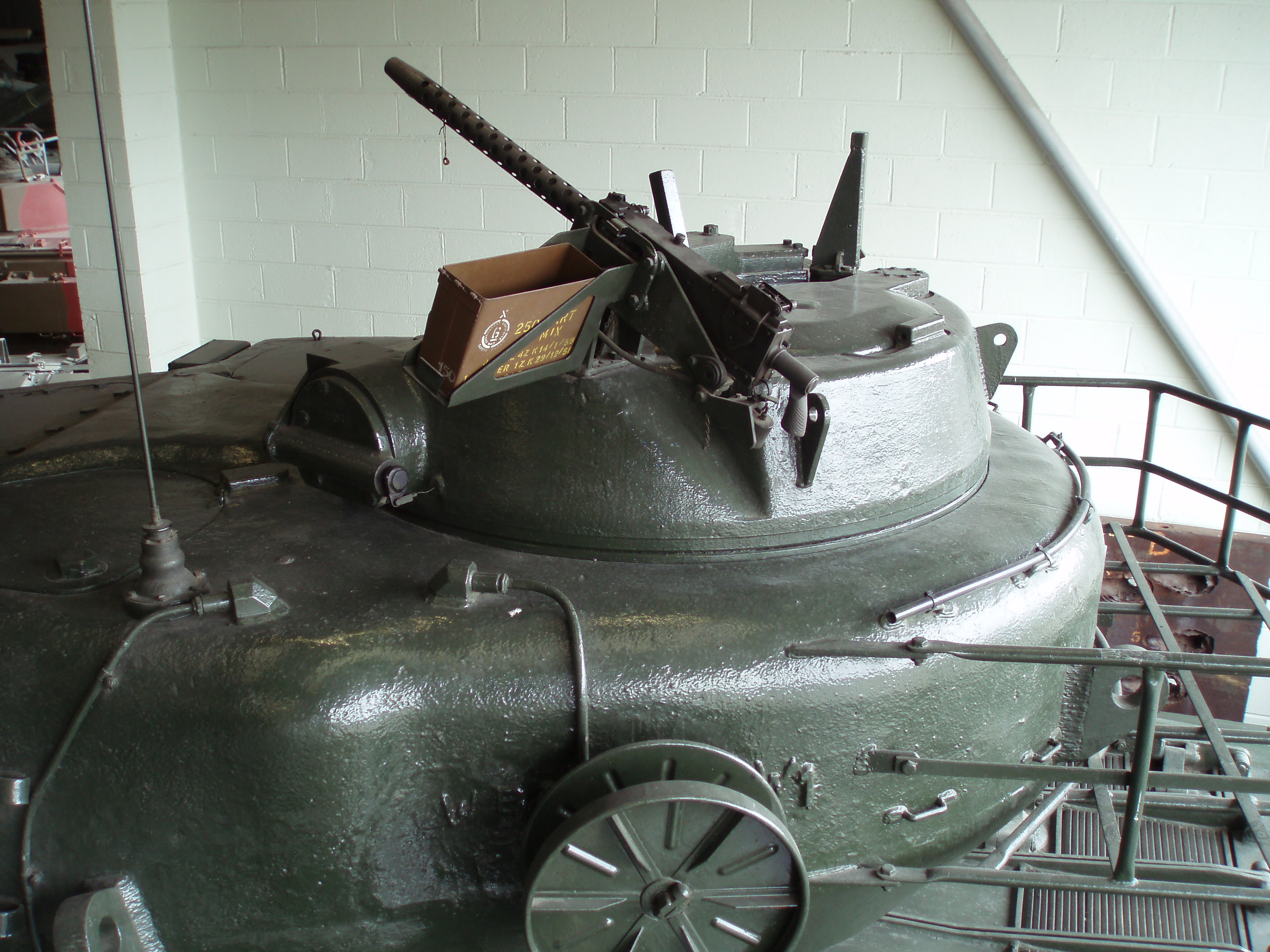
La cúpula rotativa del Conqueror del Museo de tanques de Bovington.

Su blindaje era muy grueso para los estándares de la época, especialmente el glacis, que tenía un espesor de 178 mm. Pero esto, junto al peso de la gran torreta necesaria para albergar el gran cañón y el gran volumen de su casco, hicieron muy pesado al vehículo. Por lo cual tenía una velocidad máxima relativamente baja y mecánicamente era poco fiable. Además, pocos puentes podían resistir su peso. Sin embargo, al igual que el tanque Churchill de la Segunda Guerra Mundial, el Conqueror tenía excelentes características de conducción y demostró ser igual de apto a campo través como el más ligero (y en teoría algo más veloz) tanque Centurion.
Una característica notable era la cúpula rotativa del comandante, que era el núcleo del sistema de control de disparo del Conqueror y estaba adelantada a su tiempo. El comandante podía alinear la cúpula con un blanco independientemente de la torreta, medir la distancia con un telémetro estereoscópico y después dirigir al artillero sobre el blanco señalado desde la cúpula. En teoría, cuando el artillero rotaba la torreta en dirección al blanco, ya encontraba a este en sus miras, listo para abrir fuego. Mientras tanto, el comandante podía buscar el siguiente blanco. La Unión Soviética también empleaba en sus tanques de la Guerra Fría sistemas parecidos, tales como el TPKU-2 y el TKN-3, aunque estos no tenían un telémetro.

## Variantes

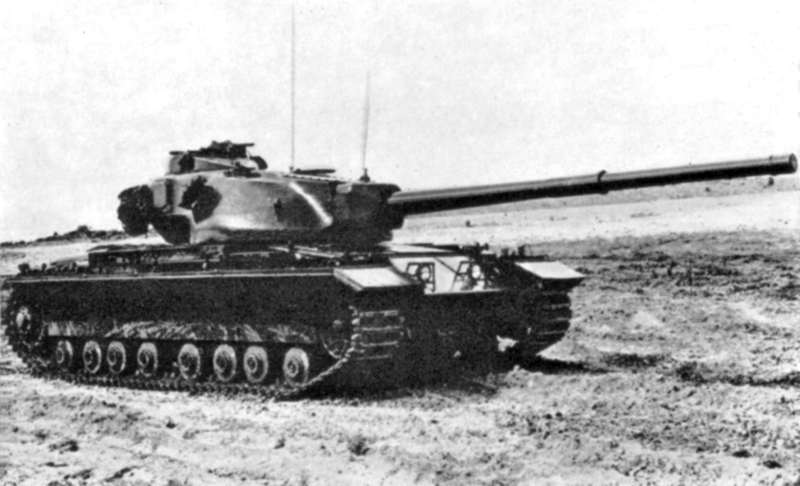
Un Conqueror Mk 2.

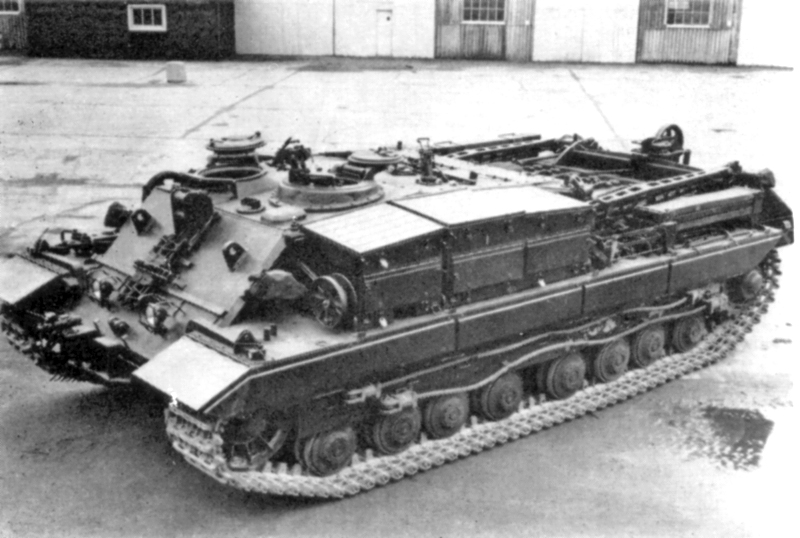
Un FV 222 Conqueror ARV Mk II.

Las variantes del tanque Conqueror y los desarrollos directamente relacionados con este son:
- FV 214 Conqueror
  - Mk I (tiene tres periscopios para el conductor)
  - Mk II (incluye una mejor unión de las planchas de blindaje frontales, un solo periscopio para el conductor y tubos de escape mejorados)
  - Mk II/I/H - tanques Caernarvon reconstruidos.
- FV 215b

Estudio de diseño del chasis del Conqueror, con una torreta de rotación limitada y un cañón de 183 mm. Se produjo una maqueta de madera.
- FV 221 Caernarvon
  - Mk I - prototipo
  - Mk II - serie experimental, 21 unidaes construidas
- Vehículo de ingenieros FV 222 Conqueror
  - Mk I - 8 unidades construidas
  - Mk II[9] - 20 construidas. Peso: 57 toneladas. Capacidad del cabestrante: 45 toneladas (tracción directa).

## Usuarios
- Reino Unido: Solo fueron desplegados en Alemania Occidental (1955-1966).

## Ejemplares sobrevivientes

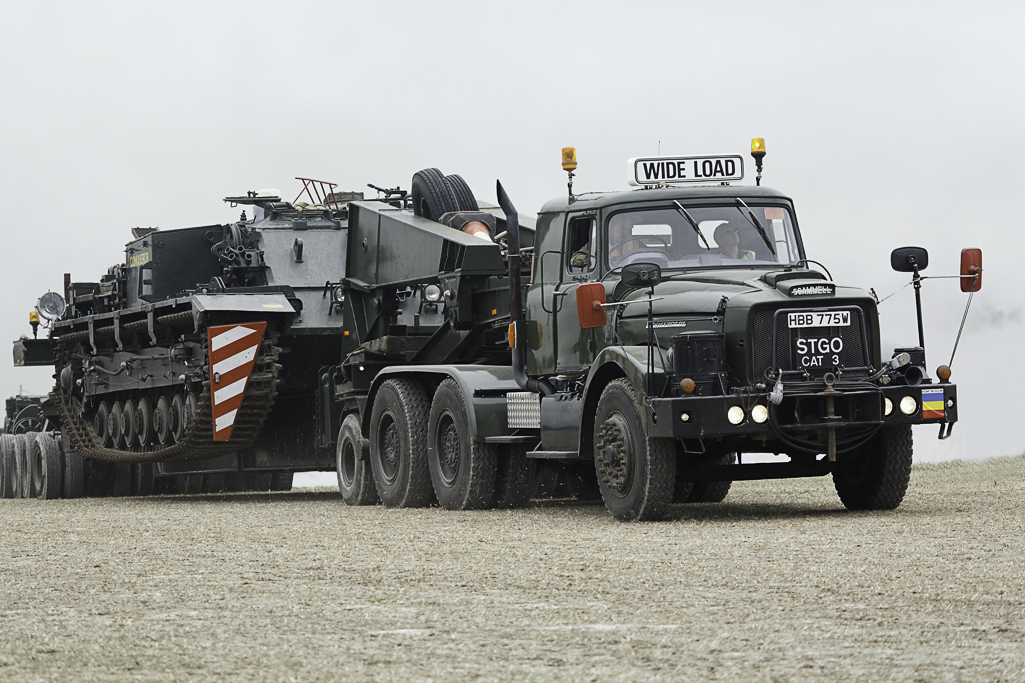
Un Scammell Contractor transportando al vehículo de recuperación de tanques Conqueror ARV2 FV222 del REME (2008).

En el Reino Unido, los tanques Conqueror están expuestos en Museo de tanques de Bovington y en el Salón de Guerra Terrestre del Museo Imperial de Guerra de Duxford. Otros tanques se encuentran en el Museo de Blindados de Saumur en Francia, el Museo Real del Ejército en Bruselas y el Museo de tanques de Kubinka en Rusia. Uno está en la Military Vehicle Technology Foundation de Estados Unidos y otro es un "guardia" junto al Comedor de Oficiales del Royal Tank Regiment, que fue restaurado en 2009 por el 2nd Royal Tank Regiment Light Aid Detachment (REME) después de estar deteriorándose en los Polígonos de Castlemartin (donde había sido el "guardia" Romulus antes de ser reemplazado por un tanque alemán Leopard).
Dos vehículos de ingenieros FV 222 Conqueror Mk II sin restaurar se encuentran en el Museo de Historia Militar de la isla de Wight. Otro vehículo de ingenieros Mk II figura en la colección del Museo del REME, pero no está en exhibición. Anteriormente un Conqueror era el "guardia" de la Base de Depósito de Vehículos de Ludgershall, Wiltshire - informalmente llamado "William". Hoy forma parte del Museo de Historia Militar de la isla de Wight.
Un vehículo de ingenieros FV 222 Conqueror quedó en servicio en el Amphibious Experimental Establishment (AXE) de Instow, en el norte de Devon. Fue empleado para entrenamiento de recuperación de tanques en playas.
Por lo menos hay un Conqueror en malas condiciones en los terrenos de la antigua Área de Entrenamiento de Kirkcudbright en Escocia, donde fue empleado como blanco de artillería.
Algunos tanques Conqueror se encuentran en el Área de Entrenamiento de Haltern en Alemania.      